# Агрономічний факультет Харківського національного аграрного університету ім. В. В. Докучаєва
Агрономічний факультет Харківського національного аграрного університету ім. В. В. Докучаєва — провідний і один із найстаріших структурних підрозділів Харківського національного аграрного університету ім. В. В. Докучаєва, а також серед агрономічних факультетів інших аграрних ЗВО України та зарубіжжя. Заснований одночасно з університетом у 1816 році. Здійснює підготовку здобувачів денної та заочної форми навчання за напрямом «Агрономія» за спеціальностями 201 «Агрономія», 203 «Садівництво і виноградарство».

## Історія
Факультет створено в 1816 році, одночасно із заснуванням Інституту, в передмісті Варшави — м. Маримонті (Польща). У когорті фундаторів — видатні діячі вітчизняної агрономічної науки й освіти, вчені-рослинники, селекціонери, організатори вищої школи: професор П. В. Будрін — піонер сидерального землеробства та системи сівозмін; академік АН України М. М. Кулєшов — основоположник насіннєзнавства; професор Г. В. Пилипець — видатний учений-рослинник, один із піонерів розроблення високоефективних технологій вирощування цукрових буряків; професор В. С. Цибулько — провідний науковець у галузі рослинництва та біології розвитку рослин, заслужений працівник сільського господарства України.
Значний внесок у розвиток і становлення факультету зробили: вчені-рослинники — професори Т. В. Локоть, С. І. Воробйов, Л. М. Делоне, О. П. Якименко, Г. Ф. Наумов, Л. О. Марченко, доцент О. Г. Литовченко; вчені-селекціонери — М. А. Ільїнська-Центилович, К. Г. Тетерятченко; вчені-ґрунтознавці — О. Н. Соколовський, О. М. Грінченко; вчені-лісівники — професори Г. М. Висоцький, С. С. П’ятницький, Д. В. Воробйов, І. Д. Барановський; вчений-фізіолог — член-кореспондент АН України Ф. П. Мацков; ботанік А. Д. Алексєєв; науковці в галузі плодівництва, овочівництва і технології переробки продукції рослинництва — професори М. К. Поляков, О. А. Ільїнський, Б. І. Бєляк, Г. Г. Скробанський.
У різні роки факультет очолювали: професори Л. М. Делоне (1936—1939), Ф. П. Мацков (1939), М. Д. Рижутін (1939—1942), О. М. Можейко (1947—1953), Г. В. Коренєв (1955—1960), В. С. Цибулько (1961—1973), доценти В. Д. Рождественський (1953—1955), В. Т. Бортовий (1960—1961), Д. І. Фурсов (1973—2003), Є. М. Огурцов (2003—2008), В. В. Леус (2008—2012). Із 2012 року посаду декана факультету обіймає доцент О. В. Романов. 
Із 2016 року до складу агрономічного факультету ввійшов факультет агрохімії та ґрунтознавства (нині — ННІ ґрунтознавства і агросервісу). Цей факультет створено в 1946 році з ініціативи академіка О. Н. Соколовського. Перший набір ґрунтознавців-агрохіміків здійснено в 1946 році. Деканом призначено доктора с.-г. наук, професора О. М. Грінченка, який 20 років завідував кафедрою ґрунтознавства (1959—1979) і одночасно був ректором ХСГІ (1959—1969). Згодом факультет очолювали: доцент С. С. Кружанов (1954—1959), професори А. Ф. Яровенко (1959—1961), В. В. Милий (1961—1974), Д. Г. Тихоненко (1974—1997), доцент М. А. Щуковський (1997—2001), професор В. В. Дегтярьов (2001—2013). У 2013 році деканом факультету став С. В. Крохін, а після реорганізації факультету в 2017 році він обіймає посаду директора ННІ ґрунтознавства і агросервісу при агрономічному факультеті.
За час існування факультету підготовлено 20 000 вчених агрономів, 370 кандидатів і докторів наук, 550 магістрів для 70 зарубіжних країн: найбільше для Польщі — 49; Ефіопії — 41; Конго — 32; Угорщини — 29; Нігерії — 21; Болівії — 21; Нікарагуа — 18; Мадагаскару — 18. 
Сьогодні агрономічний факультет готує фахівців трьох рівнів вищої освіти: першого (бакалаврського) за спеціальностями 201 «Агрономія», 208 «Агроінженерія», 204 «Технологія виробництва і переробки продукції тваринництва», 103 «Науки про землю», 015.37 «Професійна освіта»; другого (магістерського) за спеціальностями 201 «Агрономія», 203 «Садівництво та виноградарство»; третього (наукового) за спеціальністю 201 «Агрономія». На факультеті навчаються понад 1200 студентів денної та заочної форм навчання.

## Наукові школи
Наукова школа агрономічного ґрунтознавства (засновник — академік О. Н. Соколовський). Послідовники — професори О. М. Грінченко, М. І. Лактіонов, Д. Г. Тихоненко. Ученими вивчається широке коло питань з теорії ґрунтоутворення в орних ґрунтах і практичні заходи підвищення родючості ґрунтів різних природних зон України.
Наукова школа «Сучасні шляхи удосконалення системи землеробства в Лісостепу України» (засновники — академік Б. М. Рожественский, професори П. Ф. Бараков, О. М. Можейко, В. В. Милий). Послідовник — професор Ю. В. Будьонний. Основним напрямом наукової діяльності є розробка і практичне впровадження комплексу заходів розширеного відтворення родючості ґрунтів, зберігання екологічної рівноваги, підвищення врожайності польових культур на основі мінералізації обробітку ґрунту, оптимізації структури посівних площ; розробка і впровадження раціональних схем сівозмін.

## Кафедри
До складу агрономічного факультету входять 11 кафедр:
- Кафедра агрохімії

Кафедру агрономічної хімії засновано 1934 року. Першим її завідувачем став учений-агрохімік, професор М. А. Єгоров. Наукова діяльність кафедри була спрямована на вивчення взаємозв’язку структури ґрунту і ефективності добрив, а також можливості використання фосфоритів Ізюмського родовища. Також виконували урядові завдання з вивчення ефективності нових хімічних меліорантів і комплексних добрив; проводили дослідження за програмою «Географічної мережі дослідів з добривами щодо ґрунтово-кліматичних умов Лісостепу. У різні роки кафедру очолювали: професор М. К. Крупський (1942—1968), доцент М. С. Літовченко (1969—1972), доцент М. М. Сирий (1972—1979), професор М. М. Кулешов (1979—2007), доктор біол. наук М. М. Мірошниченко (2007—2010), професор В. І. Філон (із 2010 р.)
Сьогодні до структури кафедри входять дві науково-дослідні лабораторії: діагностики та управління живленням рослин; вегетаційних методів досліджень. На кафедрі викладають навчальні дисципліни: «Агрохімія», «Система застосування добрив», «Агрохімсервіс», «Управління якістю культур», «Оцінка якості ґрунтів», «Програмування врожаю», «Біохімія сільськогосподарських рослин», «Радіобіологія», «Фізико-хімічні методи досліджень», «Агрохімічне картографування», «Екологічні основи застосування добрив», «Утилізація відходів».
Досягненнями кафедри є впровадження комп’ютерної томографії у практику ґрунтово-агрохімічних досліджень, удосконалення класифікації мінеральних добрив, використання хімічної термодинаміки під час проведення еколого-агрохімічної оцінки ґрунтів, розроблення практичних заходів щодо управління гумусовим станом ґрунтів шляхом застосування різних форм мінеральних добрив. 
- Кафедра генетики, селекції та насінництва

Кафедра є провідною у підготовці фахівців із селекції та генетики в Україні. У 1937 році було організовано самостійну кафедру селекції та насінництва під керівництвом професора Л. М. Делоне. У різні роки кафедру очолювали: академік В. Я. Юр’єв (1937—1962), професор М. А. Іллінська-Центилович (1962—1972), професор Г. Ф. Наумов (1972—1996), професор М. В. Проскурнін (1996—2010), професор В. В. Кириченко (2010—2016), професор Т. І. Гопцій (із 2016 р.).
На кафедрі проводять системні дослідження з вивчення генетичних та фізіологічних особливостей донорно-акцепторної системи в сучасних генотипів пшениці та обґрунтування принципів їх використання при підборі батьківських пар для гібридизації. На кафедрі створено сорти ячменю: Докучаєвський 15, Козак, Мономах; квасолі: Докучаєвська, Харківська штамбова, Первомайська, Зіронька; сорти амаранту: Харківський 1, Ультра, Сем. Лера, Роганський, Вогняна кулька, Надія, Студентський. Науково-дослідна лабораторія з насінництва при кафедрі генетики, селекції та насінництва вирощує добазове та базове насіння цих сортів і впроваджує їх у виробництво.
На кафедрі викладають дисципліни: генетика та лісова селекція, генетика рослин, цитологія, селекція та насінництво, загальна селекція та сортознавство, спеціальна селекція кормових і овочевих культур, генетичні ресурси рослин тощо.
- Кафедра ґрунтознавства

Кафедра ґрунтознавства є першою в світі кафедрою з вивчення ґрунтів. ЇЇ створено в 1894 році з ініціативи засновника науки про ґрунт В. В. Докучаєва в Ново-Олександрійському інституті сільського господарства і лісівництва. Першим завідувачем кафедри став його учень професор М. М. Сибірцев (1894–1899). У різні роки кафедру ґрунтознавства очолювали: академік К. Д. Глінка (1899—1911), ад’юнкт-професор В. П. Смирнов-Логінов (1911—1921), професор C. M. Муравлянський (1921—1923), професор Г. Г. Махов (1924), О. Н. Соколовський (1924—1959), професор О. М. Грінченко (1959—1979), професор М. І. Лактіонов (1979—2005), професор Д. Г. Тихоненко (2005—2012), професор В. В. Дегтярьов (із 2012 р.)
Під керівництвом академіка О. Н. Соколовського створено наукову школу з агроґрунтознавства («Наукова школа академіка Соколовського», потім «Харківська школа ґрунтознавців», «Українська школа ґрунтознавців»). У 1956 році на базі кафедри ґрунтознавства під керівництвом О. Н. Соколовського засновано НДІ ґрунтознавства (нині – ННЦ «Інститут ґрунтознавства та агрохімії імені О. Н. Соколовського»). Професор Г. Г. Махов був організатором Першого з’їзду ґрунтознавців України (1923), учасником першої сільськогосподарської виставки у м. Москві (1923), на якій демонструвалися зразки ґрунтів дослідних станцій України, карта ґрунтів України, а також колекція ґрунтів України. Професор М. І. Лактіонов створив власну наукову школу дослідників органічної частини ґрунту, розглядаючи її як складний і динамічний за хімічним складом комплекс органічних і органо-мінеральних сполук зі стійкими властивостями.
Кафедра має чотири навчальні та дві лекційні лабораторії, дві вагові кімнати, кабінет-музей геології і мінералогії, кабінет-музей генезису і картографії ґрунтів, який нараховує більше 150 монолітів ґрунтів глибиною від 1 до 3 м. На кафедрі діє студентський науковий гурток «Ґрунтознавець».
Напрями наукової роботи кафедри орієнтовані на реалізацію державної політики в галузі охорони і підвищення родючості ґрунтів України різного походження, їх агровиробничої характеристики і класифікації. На кафедрі викладають дисципліни: агрохімічний моніторинг, землеустрій і землепроектування, сучасні методи оцінки ґрунтів, рекультивація земель, картографування ґрунтів і дешифрування ґрунтового покриву, зональні системи землеробства, основи охорони земель, бонітування і якісна оцінка ґрунтів, органічне землеробство, радіоекологія, утилізація і знешкодження відходів агросфери та ін.
- Кафедра загальної хімії

Кафедру загальної хімії створено у 1882 році. Першим її завідувачем став Є. Є. Вагнер, учень О. М. Бутлерова. Після створення в 1914 році кафедри органічної хімії, кафедру загальної хімії було перейменовано на кафедру неорганічної та аналітичної хімії. Кафедру органічної хімії в різні роки очолювали: професор П. С. Пищимука (1914—1950), професор І. Т. Стрєлков (1950—1954), доцент Л. Ф. Шпеєр (1954—1957), професор П. С. Пищимука (1957—1965), доцент Л. Ф. Шпеєр (1965—1971). Кафедру неорганічної й аналітичної хімії в різні роки очолювали: професор І. С. Телетов (1914—1947); професор І. С. Галінкер (1947—1971). Фундаментальні теоретичні роботи школи І. С. Галінкера знайшли практичне втілення у виробництві: було запущено перший в країні цех із виробництва натрію і калію, розроблено нові методи промислового одержання водню і пероксиду водню. У 1971 році в результаті об’єднання кафедр органічної і неорганічної хімії організовано кафедру загальної хімії. У наступні роки кафедру очолювали: доцент В. П. Чиненко (1971—1978), доцент В. І. Гордієнко (1978—1983), доцент Л. А. Сисоєв (1983—1999), доцент О. М. Дубина (1999—2009), професор О. Є. Васюков (2009—2011), доцент Я. О. Свіщова (із 2011 р.).
У 2014 році в конкурсі на кращу продукцію, технологію, наукову розробку, за вагомий внесок у розвиток аграрного сектора України кафедру нагороджено золотою медаллю. На кафедрі викладають такі дисципліни: хімія, неорганічна та аналітична хімія, органічна хімія, фізична та колоїдна хімія, хімічні методи аналізу сільськогосподарської продукції, хімія з основами біогеохімії, загальна і неорганічна хімія.
- Кафедра землеробства ім. О. М. Можейка

Кафедра землеробства ім. О. М. Можейка від дня заснування навчального входила до складу кафедри сільського господарства, а як самостійний структурний підрозділ була відокремлена у 1871 році. Першим її завідувачем став доцент М. А. Гудков. У 1893 році на базі кафедри землеробства було створено три кафедри: загального землеробства, рослинництва та ґрунтознавства. У 1934 році від кафедри землеробства відокремилася кафедра агрохімії. Кафедру землеробства в різні роки очолювали: професори П. В. Будрін (1882—1894), П. Ф. Бараков (1894—1919), М. А. Єгоров (1922—1934), академік Б. М. Рожественський (1934—1948), професори О. М. Можейко (1953—1974), В. В. Милий (1974—1989), члени-кореспонденти УААН, професори Ю. В. Будьонний (1989—2006), С. Ю. Булигін (2007—2009), В. С. Зуза (2010—2015), 
Напрями наукової діяльності кафедри: мінімалізації обробітку ґрунту, у тому числі No-till, короткоротаційні сівозміни, ефективні прийоми регулювання кількості бур’янів, розробляються екологобезпечні технології вирощування сільськогосподарських культур за вимогами Європейського екологічного союзу, ефективність нових форм мікроелементів. Упроваджено наукові розробки: диференційована система основного обробітку ґрунту в польових сівозмінах Лівобережного Лісостепу і Північного степу; польові сівозміни з короткою ротацією для умов Лівобережного Лісостепу і Північного Степу; якість ґрунту: визначення повної вологоємності ґрунту методом насичення в циліндрах; якість ґрунту: визначення твердості ґрунту твердоміром Ревякіна.
На кафедрі викладають дисципліни: гербологія, землеробство, основи наукових досліджень, адаптивні системи землеробства, світове сільське господарство, основи сучасної системи землеробства, технологія раціонального землекористування, органічне землеробство, управління чисельність бур’янів, сучасні системи землеробства, технологія виробництва продукції рослинництва тощо.
- Кафедра мовних дисциплін

Кафедру створено згідно з Наказом ректора № 321 від 1 липня 2016 року на базі кафедри української та російської мов і кафедри іноземних мов, які мають давні традиції, а їхні витоки сягають 1944 року. Сьогодні кафедру очолює доцент, професор університету Л. В. Герман.
Мета роботи кафедри — мовна підготовка здобувачів І, ІІ та ІІІ рівнів вищої освіти, а також іноземних громадян на підготовчому відділенні. На кафедрі викладають дисципліни: «Українська мова за професійним спрямуванням», «Українська мова як іноземна», «Російська мова», «Психологія», «Психологія і педагогіка», «Психологія управління», «Психологія вищої школи», «Психологія працевлаштування», «Вища освіта і Болонський процес».
Напрями наукової діяльності кафедри: дослідження та опис стильових характеристик української мови професійного спрямування й особливостей її викладання в аграрному ВНЗ; вивчення та опис реальних комунікативних потреб іноземних учнів підготовчого відділення та основних факультетів. На кафедрі діють науковий, навчально-методичний семінари, а також наукові студентські гуртки з української мови та англійської мови.
- Кафедра педагогіки, психології та права

Згідно з Рішенням Вченої ради ХНАУ ім. В. В. Докучаєва від 25 жовтня 2017 року та Наказом ректора № 711 від 26 жовтня 2017 року, було створено кафедру педагогіки, психології та права. Завідувач кафедри — доцент О. Ф. Євсюков. Від початку створення на кафедрі розпочала роботу проєктна група з підготовки ліцензійної справи і відкриття спеціальності 015 «Професійна освіта» (спеціалізація 015.37 «Аграрне виробництво, переробка сільськогосподарської продукції та харчові технології»). 
На кафедрі діє студентський науковий гурток з правових дисциплін. Тема науково-дослідної тематики кафедри: Теорія і методика формування професійно-педагогічної компетентності майбутніх викладачів вищих аграрних навчальних закладів. На кафедрі викладають дисципліни: психологія; професійна педагогіка; історія педагогіки і освіти; правове виховання; господарське право; правознавство; трудове право; фінансове право; філософія науки, психологія і педагогіка; психологія управління; аграрне і екологічне право; Contract law тощо.
- Кафедра плодоовочівництва та зберігання

Із перших років існування вишу дисципліни «Овочівництво», «Плодівництво» і «Технологія зберігання сільськогосподарських продуктів» викладали на кафедрах загального землеробства, загальної хімії і рослинництва. Після повернення інституту з евакуації в 1945 році відкрито плодоовочевий факультет. У 1950 році після перетворення плодоовочевого факультету в лісомеліоративний, дисципліни з овочівництва, плодівництва і технології сільськогосподарських продуктів викладали професори М. К. Поляков, Б. Й. Біляк, Г. Г. Скробанський, доценти Г. Н. Линник, О. П. Казанцева. У 1961 році організовано кафедру технології сільськогосподарських продуктів і плодоовочівництва, яку очолив професор Г. Г. Скробанський. Упродовж 1968—1987 років кафедрою завдував професор О. А. Ільїнський, який сформував наукову школу з плодівництва, розробив нову технологію окулірування плодових рослин із застосуванням ножа нової конструкції, якому надано ім’я О. А. Ільїнського. У 1988 році кафедру очолив учений в галузі овочівництва, один із організаторів і керівників розроблення та освоєння технологій виробництва овочів в Україні, професор О. С. Болотських. Із 2012 року кафедрою плодоовочівництва та зберігання завідує професор Г. І. Яровий.
На кафедрі викладають дисципліни: овочівництво, картоплярство,  насінництво овочевих культур, грибівництво, плодівництво, розсадництво, технологію зберігання і переробки продукції рослинництва, декоративне садівництво, виноробство, товарознавство тощо.
- Кафедра рослинництва

Кафедра відома з 1891 року як самостійний науковий і навчально-методичний підрозділ вищої школи. Першим завідувачем став професор П. В. Будрін. Одночасно протягом 1902—1905 років він обіймав посаду директора Ново-Олександрійського інституту сільського господарства і лісівництва. Особливо важливе значення вчений надавав експериментальним дослідженням із метою поглиблення навчального процесу. У харківський період діяльності інституту спадкоємцями П. В. Будріна були професори Т. В. Локоть (із 1905 р.), М. А. Солоненко (із 1916 р.), М. М. Кулешов (із 1920 р.), С. Й. Воробйов (1926—1941). Після повернення інституту з евакуації обов’язки завідувача виконував доцент Г. В. Пилипець. Згодом кафедру очолювали: фундатор вітчизняного агрономічного насіннєзнавства, учений рослинник-еколог і насіннєзнавець, академік АН УРСР М. М. Кулешов (1946—1968); учений-рослинник Г. В. Пилипець (1968—1973); професор В. С. Цибулько (1961—1972); професор М. А. Бобро (1980—2017); професор А. О. Рожков (із 2017 р.).
Основним науковим напрямом кафедри рослинництва упродовж 130 років традиційно залишається агроекологічне обґрунтування комплексу заходів, які забезпечують одержання високих, сталих урожаїв польових культур. Серед проблемних питань — вивчення біології рослин і розроблення на цій основі найбільш досконалих прийомів агротехніки та високоефективних технологій. При кафедрі діє студентський науковий гурток «Рослинництво».
На кафедрі викладають дисципліни: рослинництво, кормовиробництво, насіннєзнавство, буряківництво, технологія сільськогосподарського виробництва, еколого-біологічне рослинництво, технологія виробництва продукції сільського господарства, світові агротехнології тощо.
- Кафедра технічного забезпечення агропромислового виробництва

Курс механіки викладали з дня організації інституту в 1816 році. У той час почалося становлення однієї з перших кафедр, яка мала назву «Учення про сільськогосподарські машини та знаряддя». У різні роки кафедру очолювали: професор А. А. Зеленський  (1869—1881), доцент Н. Н. Зінін (1882—1883), професор Ф. К. фон Берг (1884—1887), канд. мат. наук Н. С. Покровський (1888—1893), доктор механіки Н. Б. Делоне (1895—1899), професор А. А. Алов (1900—1939), академік А. А. Василенко (1940—1941), доктор М. І. Медведєв (1944—1948), доцент М. Ф. Дунай (1971—1976), Г. І. Рябцев (1976—1977), доцент М. Н. Нагаєв (1978—1989), професор В. Ф. Пащенко (1989—2014).
У 1930 році професор А. А. Алов був одним із ініціаторів організації Харківського інституту механізації та електрифікації сільського господарства, базою для створення якого стала кафедра механізації та електрифікації сільськогосподарського виробництва Харківського сільськогосподарського інституту.
У 2017 році назву кафедри замінено на «Технічне забезпечення агропромислового виробництва». Завідувач кафедри — доктор с.-г. наук, старший науковий співробітник С. А. Михальченко.
Навчальний процес та науково-дослідну роботу на кафедрі забезпечують 13 профільних навчальних лабораторій зі спеціальною технікою, понад 100 одиниць сільгоспмашин, причіпного та навісного обладнання, 12 колісних і гусеничних тракторів різної потужності та класу тяги. Використовується новітня та експериментальна техніка, зокрема сівалка прямого сіву «Меланія», кукурудзяна широкозахватна сівалка УПС-18, обчісувальна жатка УАС-5 «Слав’янка».
- Кафедра технології виробництва та переробки продукції тваринництва

Навчальну дисципліну «Тваринництво» почали викладати в 1882 році на трьох кафедрах: фізіології сільськогосподарських тварин, загальної та спеціальної зоотехнії. На кафедрі фізіології сільськогосподарських тварин працював професор О. В. Палладін — засновник української школи біохіміків, академік і президент Академії наук УРСР, Герой Соціалістичної Праці (1916—1923). На кафедрі загальної зоотехнії професором і завідувачем працював вчений у галузі тваринництва І. І. Калугін (1894—1911), який був директором Інституту (1911—1914). У дореволюційний період на кафедрі спеціальної зоотехнії працював вчений у галузі розведення та годівлі тварин, професор І. Й. Широких. 
У 1930 році зоотехнічні кафедри були ліквідовані в зв’язку перепрофілюванням навчального закладу в Інститут зернового господарства. У 1934 році в інституті відновлено роботу всіх кафедр тваринництва, які діяли до 1952 року. У цей період з ініціативи науковців і фахівців тваринництва почалося завезення високопродуктивних імпортних тварин для поліпшення місцевої малопродуктивної худоби та птиці, відбувалося розроблення основних принципів нормованої годівлі сільськогосподарських тварин, упровадження в практику годівлі силосованих кормів і відходів промислової переробки цукрового буряка. Викладачі кафедри брали активну участь у створенні мережі науково-дослідних інститутів тваринницького профілю, зокрема Інституту тваринництва НАН України. Упродовж 1952—1960 років тваринництво вивчали на  кафедрах загальної та спеціальної зоотехнії. У 1962 році кафедри було об’єднано в кафедру тваринництва, яку очолив В. В. Мирось — відомий вчений у галузі розведення та селекції сільськогосподарських тварин, продовжувач наукової школи видатного науковця, професора Ф. Ф. Ейснера. Із 2021 року кафедрою завідує доцент С. А. Золотарьова.
На кафедрі розробляють методи розведення, селекції, відтворення, технології утримання сільськогосподарських тварин; удосконалюють методи заготівлі якості кормів; проводять дослідження в галузі бджільництва на науково-навчальній пасіці університету. Викладаються дисципліни: морфологія і фізіологія тварин, розведення тварин, біохімія, годівля тварин і технологія кормів, технологія переробки продукції тваринництва, економіка аграрного виробництва, машини і механізми виробничих процесів тощо.

## Досягнення
До найбільш значних наукових досягнень факультету за роки існування належать: розроблення глибинної концепції засолення ґрунтів (О. Н. Соколовський, Г. С. Гринь, А. Ф. Яровенко); проведення великомасштабної ґрунтової зйомки України (керівники — О. Н. Соколовський, Г. С. Гринь, О. М. Грінченко, О. М. Можейко, В. Д. Кисіль, А. Ф. Яровенко); розроблення теорії галогенезу лесів і ґрунтів (Г. С. Гринь), їх кріогенезу (О. О. Киреєв), гіпсування солонців і внесення дефекату (О. М. Грінченко, О. М. Можейко, М. С. Литовченко, В. О. Пилипець), вивчення культурного ґрунтотворного процесу (О. М. Грінченко, В. Д. Муха), розроблення колоїдно-хімічної теорії гумусоутворення (М. І. Лактіонов, В. В. Дегтярьов, С. В. Крохін, О. Ю. Чекар); розроблення теорії еволюції ґрунтів України (Д. Г. Тихоненко, М. О. Горін, К. Б. Новосад, Д. В. Гавва, А. О. Казюта, Ю. В Дегтярьов); розроблення заходів підвищення родючості ґрунтів Полісся (О. М. Грінченко, Д. Г. Тихоненко, Л. Л. Величко, В. С. Тіщенко, М. А. Щуковський) і заплавних ґрунтів (М. О. Горін, О. М. Казюта), а також заходів для охорони ґрунтів від водної ерозії, ґрунтово-екологічне районування та картографія ерозійно небезпечних регіонів України (С. Ю. Булигін, А. Б. Ачасов, А. О. Ачасова); створення засобів підвищення ефективності добрив та використання поживних речовин ґрунту (В. І. Філон, М. М. Сирий, Г. Ф. Ольховський, В. С. Залізовський, С. О. Садовий, М. К. Клочко); розроблення системи землеробства в Лівобережному Лісостепу (Ю. В. Будьонний, Р. С. Литвинюк, О. М. Заєць, Ю. М. Шевяков, С. І. Кудря, М. В. Шевченко, В. Д. Синявін).
На міжнародних агропромислових виставках «Агро — 2013» і «Агро — 2014» за свої розробки співробітники факультету отримали п’ять золотих медалей.

## Підрозділи факультету
Музей генезису і картографії ґрунтів існує з 1950-х років. Нині він є єдиним в Україні музеєм ґрунтів, де зібрано колекцію (півтораметрові моноліти) ґрунтів різних природних (ландшафтних) зон нашої країни: Полісся, Лісостепу, степу (північного, звичайного, південного і сухого), гірських масивів: Карпат, Криму; давнього орогена – Донбасу. Усього в музеї представлено 156 монолітів ґрунтів від 1 до 3 м глибиною, які охоплюють основні типи, підтипи, роди, види, різновиди і розряди ґрунтів України.
Музей геології та мінералогії почав формуватися в 1946 році як кабінет мінералогії та петрографії. Різноманітне зібрання мінералів і гірських порід музею умовно поділяється на п’ять колекцій: 1) форми виділення; 2) мінерали; 3) гірські породи; 4) агрономічні руди; 5) зразки мінералів і порід, подаровані музею.
На факультеті функціонують лабораторії мікробіології ґрунтів, рентгенодифрактометрії ґрунтових мінералів, охорони і відтворення родючості ґрунтів; комп’ютерний клас. У кабінетах-музеях представлено близько 200 монолітів різних видів ґрунтів, зразки 150 мінералів, 100 гірських порід, 15 основних представників ґрунтотворних порід. Навчальні лабораторії обладнано сушильними шафами, фотоелектроколориметрами, потенціометрами, полуменевими фотоколориметрами. 
Основною експериментальною базою науково-дослідної роботи агрономічних кафедр є навчально-науково-виробничий центр «Дослідне поле» ХНАУ ім. В. В. Докучаєва, який створено в 1946 році з ініціативи академіків О. Н. Соколовського та М. М. Кулєшова.

## Випускники
Відомі вчені, визначні діячі науки і вищої школи:
Лауреати Ленінської премії: академіки Б. П. Соколов, М. І. Хаджинов. 
Лауреати Державної премії: академіки О. Д. Алпатьєв, І. Є. Глущенко, М. І. Єльніков, А. О. Омельяненко, В. П. Пономарьов, І. Д. Прохожай, Б. П. Соколов, В. Я. Юр’єв.
Герой Радянського Союзу П. Л. Василевський. 
Двічі Герой Соціалістичної Праці В. Я. Юр’єв.
Герої Соціалістичної Праці: О. В. Алпатьєв, П. Т. Бойко, М. П. Борисенко, І. І. Кубрак, І. П. Ломако, Є. П. Лисенко, Ф. С. Муратов, А. А. Носальський, В. Г. Прокоф’єв, П. І. Рубель, Б. П. Соколов, А. Б. Сорокін, О. М. Супрун, М. І. Хаджинов.
Герої України: І. М. Гулий, А. П. Криворучко.
Академіки та члени-кореспонденти: О. В. Алпатьєв, С. А. Балюк, М. А. Бобро, Ю. В. Будьонний, І. Є. Глущенко, В. С. Голік, Б. П. Гур’єв, А. Ю. Коварський, М. М. Кулєшов, В. В. Кириченко, M. I. Лактіонов, М. А. Литвиненко, Ф. П. Мацков, Г. К. Мейстер, В. Д. Муха, Г. Ф. Нікітенко, А. О. Омельяненко, В. К. Пузік, Б. П. Соколов, Д. Г. Тихоненко, М. І. Хаджинов.
Полянський Дмитро Степанович — видатний державний діяч, працював заступником голови Ради Міністрів СРСР, міністром сільського господарства
Слаута Віктор Андрійович — державний діяч, віце-прем’єр, міністр сільського господарства, депутат Верховної Ради України
Сядристий Микола Сергійович — всесвітньо відомий майстер мікромініатюр, персональні виставки якого відбулися у 65 країнах світу